# David McCann
David McCann (Belfast, Reino Unido, 17 de marzo de 1973) es un ciclista irlandés. Debutó como profesional en el año 2001 y se retiró en agosto de 2013. En 2014 se convirtió en director deportivo del conjunto Synergy Baku Cycling Project, equipo en el cual había disputado el último año de su carrera.

## Palmarés

### Ruta
| 1997 (como amateur) - 2.º en el Campeonato de Irlanda en Ruta 1998 (como amateur) - 2.º en el Campeonato de Irlanda en Ruta 2000 (como amateur) - Campeonato de Irlanda en Ruta - 1 etapa del FBD Insurance Rás 2001 - Campeonato de Irlanda en Ruta - Campeonato de Irlanda Contrarreloj - FBD Insurance Rás, más 1 etapa - Tour de Hokkaido, más 3 etapas 2002 - Campeonato de Irlanda en Ruta - Manx International 2004 - Campeonato de Irlanda Contrarreloj - 2.º en el Campeonato de Irlanda en Ruta - FBD Insurance Rás, más 2 etapas 2005 - Campeonato de Irlanda Contrarreloj - 3.º en el Campeonato de Irlanda en Ruta - Tour de Corea, más 2 etapas - Tour de Milad du Nour, más 1 etapa | 2006 - Campeonato de Irlanda en Ruta - Tour de Indonesia 2007 - 2.º en el Campeonato de Irlanda Contrarreloj 2008 - 1 etapa del Tour de Corea 2009 - Campeonato de Irlanda Contrarreloj 2010 - Campeonato de Irlanda Contrarreloj - Tour de Taiwán, más 1 etapa - 1 etapa del Tour de Tailandia - Tour de Filipinas, más 2 etapas - Melaka Governor Cup, más 1 etapa - Jelajah Malaysia 2011 - 1 etapa del An Post Rás - 2.º en el Campeonato de Irlanda Contrarreloj - 3.º en el Campeonato de Irlanda en Ruta 2013 - 2.º en el Campeonato de Irlanda Contrarreloj |

### Pista

#### Juegos de la Commonwealth
New Delhi 2010
- Medalla de bronce en persecución por equipos

## Equipos
- CCC Mat (2001)
- Volksbank-Ideal (2002)
- Team Endurasport.com-Principia (2003)
- Giant Asia Racing Team (2004-2006)
- Colavita-Sutter Home (2007)
- Giant Asia Racing Team (2008)
- Ride Sport Racing (2009)
- Giant/RST (2010-2012)
  - Giant Asia Racing Team (2010)
  - Giant Kenda Cycling Team (2011)
  - RTS Racing Team (2012)
- Synergy Baku Cycling Project (2013)